# 마쓰모토 히로유키
마쓰모토 히로유키(일본어: 松本 浩幸, 1989년 7월 9일 ~ )는 일본의 전 축구 선수이다.

## 구단 경력
과거 더스파구사쓰 군마, 후지에다 MYFC에서 활동하였다.